# Christian Schlumpf
Christian Schlumpf (* 1976 in Stäfa) ist ein Schweizer Filmkomponist.

## Leben
Christian Schlumpf studierte Klavier bei Eckart Heiligers und Musiktheorie bei Gerald Bennett an der Zürcher Hochschule der Künste (ZHdK). Zusammen mit Martin Skalsky und Michael Duss gründete er die Triplet Studios in Zürich und Berlin. Gemeinsam komponieren sie Musik für Spiel- und Dokumentarfilme, so zum Beispiel für den mehrfach preisgekrönten Film Ein Sommersandtraum von Peter Luisi oder für den mit dem Publikumspreis des Internationalen Filmfestivals von Locarno 2014 ausgezeichneten Film Schweizer Helden. Seit April 2012 komponiert das Trio die Musik für die deutsche Fernsehserie Lindenstraße.

## Filmografie (Auswahl)
- 2010: Ein Sommersandtraum
- 2011: Parallel
- 2012: Boys Are Us
- seit 2012: Lindenstraße
- 2012: Bounty
- 2013: De Ietsnut
- 2013: Die Schweizer
- 2014: Reset & Restart
- 2014: Plötzlich Deutsch
- 2014: Schweizer Helden
- 2014: Rider Jack
- 2016: Wilsberg: Tod im Supermarkt
- 2017: Flitzer
- 2018: Mario